# Ny Serpentis
Ny Serpentis (ν  Serpentis, förkortat Ny Ser, ν  Ser) som är stjärnans Bayerbeteckning, är en ensam stjärna belägen i den sydvästra delen av stjärnbilden Ormen, i den del som representerar ”ormens svans”. Den har en skenbar magnitud på 4,32 och är synlig för blotta ögat där ljusföroreningar ej förekommer. Baserat på parallaxmätning inom Hipparcosuppdraget på ca 16,1 mas, beräknas den befinna sig på ett avstånd på ca 203 ljusår (ca 62 parsek) från solen.

## Egenskaper
Ny Serpentis är en blå till vit stjärna i huvudserien av spektralklass A2 V. Den har en massa som är ca 2,4 gånger större än solens massa, en radie som är ca 3,2 gånger större än solens och utsänder från dess fotosfär ca 76 gånger mera energi än solen vid en effektiv temperatur på ca 9 100 K.
Ny Serpentis har en optisk följeslagare, som är en stjärna av magnitud +9,4 separerad med 46 bågsekunder.